# Брюссон (Валле-д'Аоста)
Брюссон (фр. Brusson) — муніципалітет в Італії, у регіоні Валле-д'Аоста.
Брюссон розташований на відстані близько 580 км на північний захід від Рима, 33 км на схід від Аости.
Населення — 894 особи (2014).
Щорічний фестиваль відбувається 22 вересня. Покровитель — Святий Маврикий.

## Демографія
Населення за роками:

Станом на 1 січня 2023 року в муніципалітеті офіційно проживало 39 іноземців з 14 країн, серед них 25 громадян країн Євросоюзу та 2 громадяни України.

## Сусідні муніципалітети
- Аяс
- Шаллан-Сент-Ансельм
- Емарез
- Габі
- Грессоне-Сен-Жан
- Іссім
- Сен-Венсан